# 하나마키카와구치정
하나마키카와구치정(花巻川口町)은 이와테현 히에누키군에 설치되었던 정이다. 현재의 하나마키시에 해당한다.

## 교통

### 철도
- 철도성
  - 도호쿠 본선